# Куракин, Иван Андреевич
Князь Иван Андреевич Куракин (ум. 1567) — русский военный и государственный деятель, голова, воевода, наместник и боярин в царствование Ивана Грозного. 
Из княжеского рода Куракины. Четвёртый сын боярина и воеводы князя Андрея Ивановича Булгакова-Кураки. Братья — воеводы и бояре князья Пётр (ум. 1575), Григорий (ум. 1595), Фёдор (ум. 1567) и Дмитрий (ум. 1570).

## Биография
В 1537 году первый воевода в Туле за городом. В 1538 году, голова в Большом полку в Коломне, потом третьим, а по роспуску больших воевод второй воевода в Серпухове. В 1540 году — наместник и первый воевода в Плёсе. В 1541 году послан сухим путём первым воеводою «по казанским вестем» к Казани из Владимира к Нижнему Новгороду в конной рати и было ему велено оставаться во Владимире ожидая дальнейших повелений. В 1542 году первый воевода Передового полка во Владимире. В декабре 1543 года первый воевода войск левой руки в Коломне в связи с крымской угрозою, а после первый воевода в Костроме за городом. В 1548 году командовал полком правой руки в Коломне, затем назначен 1-м воеводой в Зарайск. В 1549 году направлен первым воеводою с полком правой руки в Калугу. В 1550 году годовал в Смоленске первым воеводою. В 1551 году написан одиннадцатым в первой статье Московского списка (московский дворянин), оставлен на год наместником в Смоленске, после чего получил чин боярина. В этом же году направлен первым воеводою в Рязань для охраны от прихода крымских отрядов. В ноябре 1553 года, на свадьбе казанского царя Симеона Касаевича и Марии Андреевны Кутузовой-Клеопиной был вторым в свадебном поезде. В 1554 году послан на год в Казань первым воеводой, где упомянут и в следующем году. В 1556 году стоял в Серпухове с царём среди прочих бояр в связи с угрозой татарского набега. В июле 1557 года второй в царском походе в Коломну, в связи с крымской угрозою. В 1559 году наместник в Смоленске. В 1561 году первый воевода войск правой руки в походе на литовцев. В этом же году определён ко двору родного брата царя Ивана Грозного — князя Юрия Васильевича. В 1564 году — первый воевода в Казани, где годовал.
В 1565 году послан на год первым воеводой в Смоленск. В 1566 году — наместник в Казани. В 1557 году упомянут в свите царя среди прочих бояр в Коломенском походе против крымских татар.
В 1567 году боярин князь Иван Андреевич Куракин был казнён по приказу царя Ивана Грозного. В синодике опальных его имя не упомянуто.
Имел единственного бездетного сына — князя Михаила Ивановича.